# IGN
IGN (Imagine Games Network) je americký videoherní a zábavní web zaměřující se zejména na videohry, filmy, seriály, anime, komiksy a technologii. Web byl založen 29. září 1996 Chrisem Andersonem a je provozovaný společností IGN Entertainment Inc., která sídlí v San Franciscu.
Web od svého založení pro hodnocení více než dekádu používal stobodovou stupnici, kterou v letech 2010–2012 změnil na dvacetibodovou, než se vrátil k původnímu stobodovému systému. Od roku 2020 využívá stupnici od 1 do 10 bodů.
Web je mimo Spojené státy lokalizován také pro Kanadu, Spojené království, Irsko, Austrálii, Střední východ, jihovýchodní Asii, oblast Jadranu, Brazílii, Latinskou Ameriku, Afriku, Indii, Německo, Španělsko, Itálii, Japonsko, Česko, Francii, Portugalsko, země Beneluxu, severské země, Řecko, Rusko, Turecko, Izrael, Maďarsko, Polsko, Čínu a Koreu.

## Historie
Web IGN byl založen 29. září 1996 Chrisem Andersonem. Původně se jednalo o dva různé weby, zaměřené na odlišné herní platformy, které se o dva roky později sjednotily a 12. ledna 1998 vzniklo IGN64.com.
V letech 2000–2001 musela firma kvůli svému úpadku propustit na 150 zaměstnanců, což tvořilo téměř třetinu všech zaměstnanců. IGN se proto v dubnu 2001 rozhodla spustit předplatné Insider, kterým se snažila získat další prostředky na svoje fungování.
Během roku 2002 muselo IGN ukončit provoz některých svých stránek, které se věnovaly jiným tématům mimo gaming. V roce 2003 IGN téměř muselo ukončit vlastní provoz, nebýt odkupu ze strany Great Hill Partners, kteří během následujících dvou let IGN rozšířili o další weby. Toto rozhodnutí se vyplatilo a firma byla v září 2005 odkoupena firmou Ruperta Murdocha News Corporation. Následující rok otevřelo IGN novou pobočku ve Spojeném království a Austrálii.
V roce 2011 IGN odkoupilo svého soupeře UGO Entertainment od Hearst Corporation. Hearst Corporation se poté stali podílovým vlastníkem a členem představenstva. IGN bylo poté v únoru 2013 opět prodáno, tentokrát nakladatelské společnosti Ziff Davis. Krátce poté IGN oznámilo propuštění zaměstnanců a další uzavření některých méně populárních stránek, aby se mohlo soustředit zejména na vlastní provoz.

## Kontroverze

### Sexuální obtěžování
V roce 2017 bývalá editorka IGN, Kallie Plagge, veřejně popsala, jak se na pracovišti stala obětí sexuálního obtěžování. Společnost IGN tehdy reagovala tak, že za nevhodné chování obvinila samotnou Plagge, přičemž její přátelskost označila za příčinu problému. Příběh Kallie Plagge získal značnou pozornost médií a Plagge získala podporu svých kolegů z IGN.

### Plagiátorství
V roce 2018 upozornil youtuber Boomstick Gaming na značné podobnosti mezi jeho recenzí na hru Dead Cells a recenzí Filipa Miucina vydanou na webu IGN. V reakci na toto nařčení se IGN omluvilo a hned další den rozvázalo spolupráci s Filipem Miucinem.
Web Kotaku později objevil další podobnosti v recenzích Filipa Miucina. Ten se později k plagiátorství přiznal a omluvil se. V návaznosti na tento incident se IGN rozhodlo ze svého webu smazat všechny jeho recenze.

### Další kontroverze
V listopadu 2023 IGN nařknulo vývojáře hry Black Myth: Wukong jménem Feng Ťi ze sexismu na základě komentářů, které vývojář napsal na sociálních sítích. Tyto komentáře však byly špatně přeložené a neexistoval žádný jiný důkaz, který by tato tvrzení podporoval. Po silné reakci proti původnímu článku se IGN rozhodlo místo omluvy postavit za jeho autorku a odmítlo jakékoliv pochybení.